# Zushi
Zushi (逗子市, Zushi-shi) est une ville de la préfecture de Kanagawa, au Japon.

## Géographie

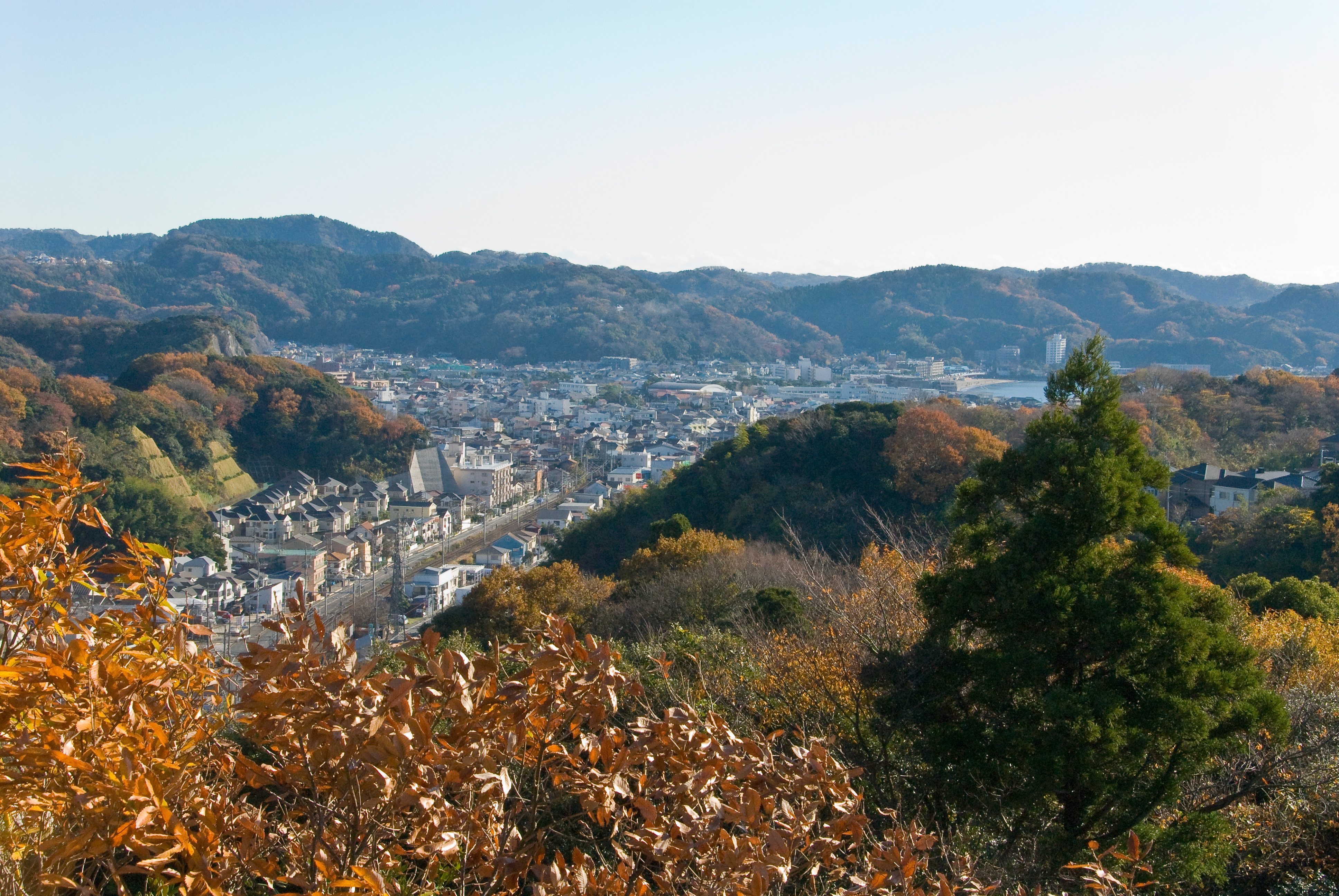
Vue de Zushi.

### Situation
Zushi est située dans le nord-ouest de la péninsule de Miura, bordée la baie de Sagami au sud-ouest.

### Municipalités limitrophes
| Kamakura       | Yokohama | Yokosuka |
| Kamakura       | Zushi    | Yokosuka |
| baie de Sagami | Hayama   | Hayama   |

### Démographie
En juin 2019, la population de Zushi était de 60 336 habitants, répartis sur une superficie de 17,28 km2.

## Histoire
Le village de Tagoe a été créé le 1er avril 1889 avec la mise en place du système de municipalités modernes. Il est renommé Zushi le 1er avril 1924.
De 1943 à 1950, Zushi a été intégré à la ville voisine de Yokosuka. La municipalité reprend son autonomie le 1er juillet 1950 avec le statut de bourg, puis de ville le 15 avril 1954.

## Transports
Zushi est desservie par la ligne Yokosuka de la JR East et la ligne Zushi de la Keikyū. Les gares de Zushi et Zushi･Hayama sont les plus importantes de la ville.

## Symboles municipaux
L'arbre qui symbolise la ville est le camélia du Japon.

## Jumelages
Zushi est jumelée avec :
- Shibukawa (Japon) depuis 1979
- Nazaré (Portugal) depuis 2004

## Personnalités liées à la ville
- Nobuteru Ishihara (né en 1957), homme politique
- Yoshizumi Ishihara (né en 1962), acteur
- Hirotaka Ishihara (né en 1964), homme politique
- Shinya Kojima (né en 1988), joueur d'échecs
- Risako Sugaya (né en 1994), chanteur